# Bad Reichenhall
Bad Reichenhall é uma cidade da Alemanha localizado no distrito de Berchtesgadener Land, região administrativa de Alta Baviera, estado da Baviera.